# 山万
山万株式会社（やままん）は、千葉県や神奈川県など日本国内のほか日本国外 において事業を行っている不動産業者、デベロッパーおよび鉄道事業者である。本社は東京都中央区日本橋小網町に所在する。

## 概要
1951年（昭和26年）2月、繊維卸売業として大阪で創業した。
1965年（昭和40年）9月に本社を東京に移転、昭和40年代から宅地開発事業に進出し、神奈川県横須賀市で大規模住宅団地「湘南ハイランド」を1968年（昭和43年）1月から販売開始。そのノウハウを引き継いで1971年（昭和46年）に千葉県佐倉市でユーカリが丘開発に着手。1979年（昭和54年）のユーカリが丘分譲開始以降、1982年（昭和57年）には、新交通システム「山万ユーカリが丘線」の開業、1988年（昭和63年）、千葉県下初の超高層マンションの着工へと続き、平成に入ってからもホテル、シネマコンプレックスや、それらの商業施設を結ぶペデストリアンデッキ等の駅前整備を進め、さらに福祉施設や認可保育園、セキュリティ事業を関連会社で運営するなど、宅地開発・分譲のみならず街に関わる事業全てに携わり、「街づくり企業」として現在もユーカリが丘開発を続けている。
近年では、電気バスの開発やHEMS（ホームエネルギーマネジメントシステム）等の導入を行っている。
1997年（平成9年）に経営破綻したビジネスホテルチェーン「法華クラブ」では再建スポンサーとなり、2008年9月に会社更生法手続きを終結。現在も関連会社として運営している。
山万初の海外事業として、ミャンマーを代表する都市ヤンゴンでもホテルを経営している。
日本民営鉄道協会会員事業者。

## 沿革
- 1951年（昭和26年） 2月 - 繊維卸売業として設立。
- 1964年（昭和39年） 9月 - 本社を大阪より移転。
- 1965年（昭和40年） 3月 - 宅地開発事業へ進出、「湘南ハイランド」開発着手。
- 1968年（昭和43年） 1月 - 「横須賀営業所」開設、「湘南ハイランド」販売開始。
- 1971年（昭和46年） 5月 - 「ユーカリが丘ニュータウン」開発着手。
- 1973年（昭和48年） 5月 - 「ユーカリが丘営業所」開設。
- 1977年（昭和52年） 
  - 4月 - 現所在地に本社屋新築、移転。
  - 7月 - 「ユーカリが丘ニュータウン」工事着工[8]。
- 1978年（昭和53年）12月 - 「ユーカリが丘線」事業認可により電鉄事業開始[8]。
- 1979年（昭和54年）12月 - 「ユーカリが丘線」工事施工認可、工事着手。
- 1982年（昭和57年）11月 - 「ユーカリが丘線」開通（ユーカリが丘駅 - 中学校駅間2.7 km）、 京成電鉄「ユーカリが丘駅」開業[8]。
- 1983年（昭和58年） 9月 - 「ユーカリが丘線」全線開通（井野駅開業、全5.1キロ）[8]。
- 1984年（昭和59年） 2月 - 東関東ケーブルテレビ296（現広域高速ネット二九六）設立。
- 1987年（昭和62年） 2月 - 「南ユーカリが丘」開発着手、工事着工。
- 1992年（平成 4年）12月 - 「ユーカリが丘線」地区センター駅開業[8]。
- 1996年（平成 8年）12月 - 地区センター駅ショッピングセンター「ジョイナード」完成。
- 1998年（平成10年） 9月 - 「ウィシュトンホテル・ユーカリ」完成。
- 1999年（平成11年） 3月 - ユーカリが丘駅前「ペデストリアンデッキ」完成・「ユーカリが丘・シネマビル」（現ユーカリプラザ）完成。
- 2003年（平成15年） 9月 - ショッピングセンター「ユーカリプラザ」オープン。bayfmサテライトスタジオ「ユーカリスタジオ」オープン。
- 2004年（平成16年） 3月 - 「ユーカリが丘支店」開設。「ユーカリが丘防犯・防災パトロールセンター」オープン。
- 2005年（平成17年） 
  - 5月 - 「順天堂大学WHO指定協力センターユーカリが丘支局」オープン。
  - 6月 - 「介護老人保健施設ユーカリ優都苑」開所。
- 2007年（平成19年） 
  - 1月 - 「フットサルプラス・ユーカリが丘」オープン。
  - 8月 - 学童保育所併設型グループホーム「ユーカリ優都ぴあ」開所。ユーカリが丘総合子育て支援センター「ユー!キッズ」オープン。
- 2009年（平成21年） 
  - 4月 - 「山万ビオトピア・プラザ」オープン。「第1回ユーカリが丘電気バス実証実験」実施。
  - 9月 - ユーカリが丘内3か所に「電気自動車・バイク用給電スタンド」設置。
- 2010年（平成22年） 5月 - 「ユーカリが丘内電気自動車カーシェアリング」開始。
- 2013年（平成25年） 9月 - 「ユーカリが丘内コミュニティバス社会実験『ここらら1号』」運行開始。
- 2020年（令和2年） 11月 - 山万ユーカリが丘線列車補完等路線バス「山万コミュニティバス（こあらバス）」ユーカリが丘ニュータウン循環線運行開始[9]

## 不動産開発事業

### ユーカリが丘

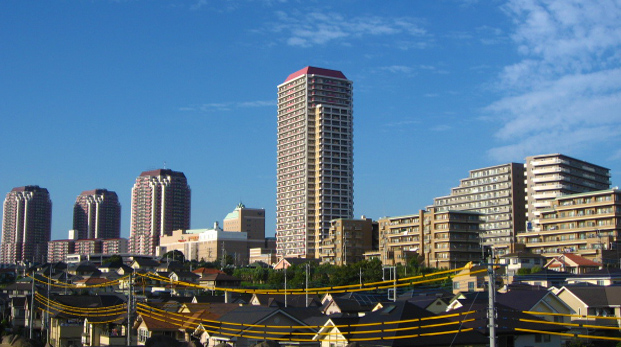
ユーカリが丘の住宅群

山万の代表的な不動産開発事業である千葉県佐倉市の「ユーカリが丘ニュータウン」は、1977年（昭和52年）7月に着工され、1979年（昭和54年）4月に最初の宅地分譲が行われた。同ニュータウンではその後、公共交通機関として新交通システムのユーカリが丘線が開業し、これも山万が運営している。
ユーカリが丘では、着工から30年以上を経た2012年（平成24年）時点でも住宅・都市開発が継続されている。また、山万はユーカリが丘以外においても、自社の分譲マンションに「ユーカリハイツ」などのユーカリが丘に因む命名をしている。

## 鉄道事業

### 保有路線
- 山万ユーカリが丘線：ユーカリが丘駅 - 公園駅間 (4.1 km)

## バス事業

### 保有路線
- 山万コミュニティバス（こあらバス）ユーカリが丘循環（左回り・右回り）
- 山万コミュニティバス（こあらバス）山万勝田台循環線

## 関連会社
- 山万総合サービス株式会社
- 山万ウィシュトンホテル株式会社
- 光陽株式会社
- アクアユーカリ株式会社
- 社会福祉法人ユーカリ優都会
- 株式会社法華倶楽部
- 新日住株式会社

## ラジオの冠番組
- bayfm「YAMAMAN presents MUSIC SALAD FROM U-kari STUDIO」（2003年10月2日から放送）月 - 木曜12:00 - 12:51

## テレビ番組出演
- 日経スペシャル カンブリア宮殿 不況でも売れ続ける驚異のディベロッパー ～成長する街づくりビジネス～（2010年9月13日、テレビ東京）- 山万 社長 嶋田哲夫が出演[10]。